# Marek Suker
Marek Suker (ur. 31 października 1982 w Bytomiu) – polski piłkarz występujący na pozycji napastnika.

## Kariera klubowa
Suker zaczynał swoją karierę w bytomskim klubie Silesia Miechowice. Następnie został zawodnikiem Bobrek Karb Bytom. W 2000 roku przeniósł się do Gwarka Zabrze, którego barwy reprezentował przez rok. W 2001 roku podpisał kontrakt z Ruchem Chorzów, w którego barwach zadebiutował w Ekstraklasie i z którym w sezonie 2002/03 spadł do II ligi. W 2004 roku powrócił do Zabrza, tym razem już jako gracz Walki Makoszowy. W 2005 roku przeszedł do Ruchu Radzionków. W barwach nowego zespołu zadebiutował 6 sierpnia 2005 roku w spotkaniu z Promieniem Żary. Wraz z klubem z Radzionkowa Marek Suker spadł najpierw do IV ligi, później zaś awansował aż do I ligi. 20 grudnia 2010 roku Marek Suker podpisał półtoraroczny kontrakt z Zagłębiem Sosnowiec. Po sezonie 2010/2011 Marek Suker odszedł z Zagłębia Sosnowiec. Kolejnym klubem w karierze Sukera był Orzeł Miedary, którego barwy reprezentował w sezonie 2012/2013. W 2013 roku piłkarz wrócił do klubu z Miechowic w którym zaczynał swoją sportową karierę. W zespole Silesii Miechowice występuje do dziś, a od marca 2019 roku do czerwca 2025 roku był także trenerem drużyny.